# Africactenus tridentatus
Africactenus tridentatus là một loài nhện trong họ Ctenidae.
Loài này thuộc chi Africactenus. Africactenus tridentatus được Hyatt miêu tả năm 1954.